# Kuskokwim (rijeka)
Kuskokwim (engleski: Kuskokwim River) je velika rijeka na jugozapadu Aljaske u Sjedinjenim Američkim Državama - duga 1 165 km.

## Zemljopisne karakteristike
Kuskokwim se stvara na sjeveroistoku Aljaske 8 km istočno od sela Medfra gdje se spajaju East Fork i North Fork.Izviru s masiva Kuskokwim i Aljaska.
Od tu Kuskokwim teče prema jugozapadu obilazeći masiv Kuskokwim preko kog se probija kanjonima, nakon što uđe u dolinu zavija malo prema istoku, ali ga pritoke Stony i Holitna usmjeruju ponovo prema zapadu prema ušću u Beringovo more koje ima s velikim estuarijem u Zaljevu Kuskokwim.
Kuskokwim ima sliv velik 124 319 km², koje se proteže preko rijetko naseljenog kraja tundri i šuma Aljaske.Najveće pritoke su mu; Swift, Stony, Holitna, Aniak i Kwethluk.
Rijeka Kuskokwim  je ljeti plovna oko 800 km od ušća.Zimi se zaledi punih šest mjeseci. 

## Povezane stranice
- Popis najdužih rijeka na svijetu

## Vanjske poveznice
- Kuskokwim River na portalu U.S. Geological Survey (engl.)